# Dacia Convertible
Dacia Convertible a fost proiectată și omologată de către UAMT Oradea. Aceasta se dorea a fi o mașină de serie mică, limitată, produsă la UAMT Oradea. S-a decis într-un final ca acest proiect să fie oprit, deoarece nu era rentabil și exista și o oarecare opoziție din partea Uzinei de Automobile Dacia Pitești.
Șasiul – de berlină, a fost preluat de la Dacia 1310